# Echoes (álbum de Young Guns)
Echoes —en español: Ecos— es el cuarto álbum de la banda inglesa Young Guns. Fue lanzado el 16 de septiembre de 2016 a través del sello de Wind-Up Records.
Echoes es el primer álbum con el nuevo baterista Chris Kamrada.

## Antecedentes
El álbum fue el primero en ser grabado sin el baterista Ben Jolliffe, quien dejó la banda después de siete años de manera amigable, pero con ganas de moverse en una dirección diferente que el resto de la banda. Fue reemplazado por nuevo baterista, Chris Kamrada.
La grabación tuvo lugar en febrero de 2016. La banda trabajó con el productor musical de rock  David Bendeth y grabado en House of Loud en Nueva Jersey. Las sesiones de grabación para el álbum finalizaron en mayo de 2016. La banda describe la canción "Bulletproof" como "una gran canción emblemática de rock ".

## Lista de canciones
| N.º | Título                         | Duración |  |
| 1.  | «Bulletproof»                  | 3:05     |  |
| 2.  | «Echoes»                       | 3:26     |  |
| 3.  | «Careful What You Wish For»    | 3:29     |  |
| 4.  | «Paranoid»                     | 3:13     |  |
| 5.  | «Mad World»                    | 2:54     |  |
| 6.  | «Awakening»                    | 3:52     |  |
| 7.  | «Living in a Dream Is So Easy» | 3:20     |  |
| 8.  | «Buried»                       | 3:21     |  |
| 9.  | «Mercury in Retrograde»        | 3:21     |  |
| 10. | «Paradise»                     | 3:31     |  |
| 11. | «Afterglow»                    | 3:50     |  |

## Posicionamiento en lista
| Lista (2016)                  | Posiciones |
| ----------------------------- | ---------- |
| Reino Unido (UK Albums Chart) | 40         |

## Personal
- Gustav Wood - voz principal
- Fraser Taylor - guitarra líder
- John Taylor - guitarra rítmica, coros
- Simon Mitchell - bajo
- Chris Kamrada - batería, percusión, coros